# Больдт, Фёдор Егорович
Фёдор Егорович Больдт (швед. Theodor Hugo Fredrik Boldt; 1827—1894) — генерал-лейтенант русской императорской армии.

## Биография
Родился 6 (18) января 1827 года в семье Егора Больдта, коллежского советника, пожалованного в 1843 году дипломом на потомственное дворянское достоинство. Братья Фёдора, Иван и Константин, также стали генералами.
В офицерском звании — с 14 августа 1847 года. Служил в лейб-гвардии Литовском полку.
В 1871—1878 годах командовал 1-м Невским пехотным полком, с которым участвовал в русско-турецкой войне 1877—1878 годов, был награждён золотой саблей с надписью «за храбрость» (1879). Генерал-майор со старшинством 9.09.1877 (20.08.1878).
С 1881 по август 1886 года был командиром 2-й бригады 25-й пехотной дивизии; генерал-лейтенант с 10 августа 1886 года.
Умер 19 (31) января 1894 года. Похоронен на кладбище Новодевичьего монастыря.

## Награды
российские
- орден Св. Анны 2-й ст. (1871); императорская корона к ордену (1873)
- орден Св. Владимира 4-й ст. с бантом за 25 лет службы (1874)
- орден Св. Владимира 3-й ст. с мечами и бантом (1877)
- золотая сабля с надписью «за храбрость» (1879)
- орден Св. Станислава 1-й ст. (1883)

иностранные
- греческий орден Спасителя, командорский крест (1872)
- греческий орден Спасителя, со звездой[прояснить] (1876)